# Allium linearifolium
Allium linearifolium là một loài thực vật có hoa trong họ Amaryllidaceae. Loài này được H.J.Choi & B.U.Oh mô tả khoa học đầu tiên năm 2003.